# Tehumardi
Koordinaten: 58° 11′ N, 22° 15′ O

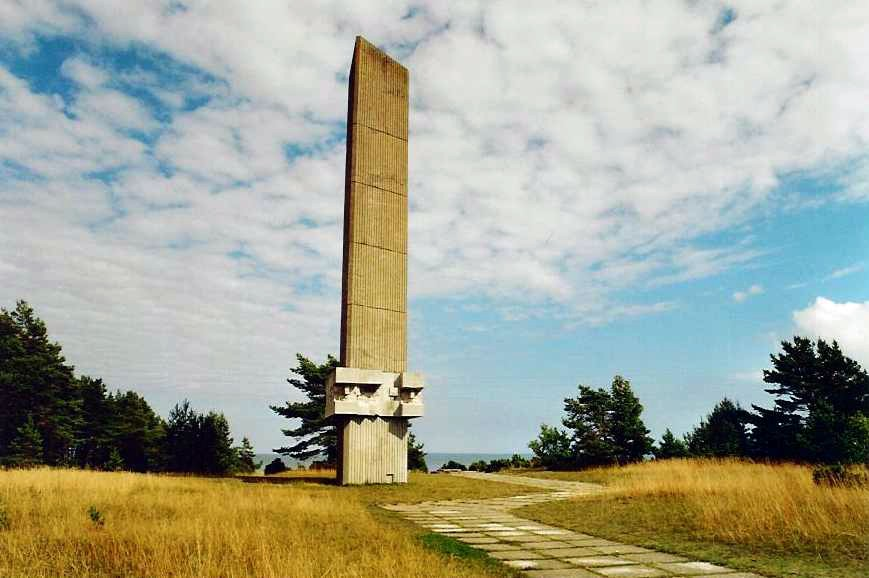
Denkmal für die Schlacht von Tehumardi

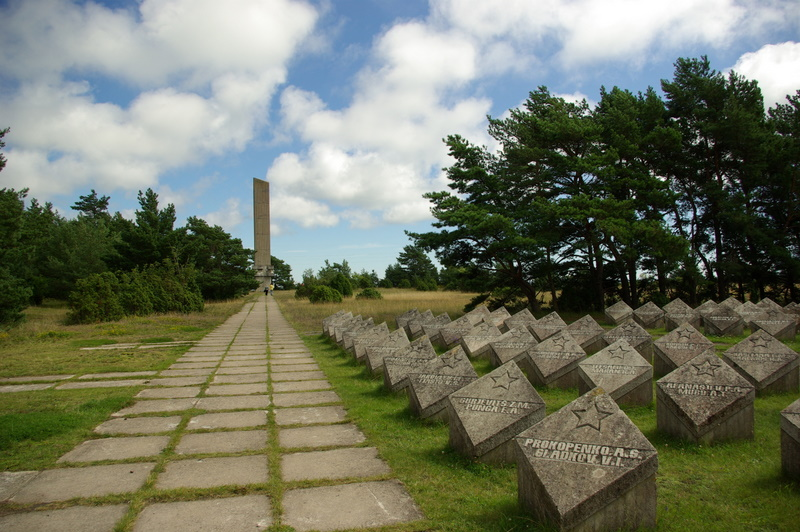
Gemeinschaftsgräber mit den Namen der Getöteten

Tehumardi (deutsch Tehhemardi) ist ein Dorf (estnisch küla) auf der größten estnischen Insel Saaremaa. Es gehört zur Landgemeinde Saaremaa (bis 2017: Landgemeinde Salme) im Kreis Saare.

## Einwohnerschaft und Lage
Das Dorf hat 77 Einwohner (Stand 31. Dezember 2011). Es liegt an der Ostküste der Halbinsel Sõrve, zwanzig Kilometer südwestlich der Inselhauptstadt Kuressaare.

## Sowjetisches Ehrenmal
In der Nacht vom 8. auf den 9. Oktober 1944 war Tehumardi Schauplatz einer erbitterten nächtlichen Schlacht zwischen deutschen und sowjetischen Truppen. Auf beiden Seiten kämpften auch Esten mit.
An die Ereignisse erinnert ein sowjetisches Ehrenmal. Es wurde auf der Grundlage einer 1948 eingerichteten Gedenkstätte in den Jahren 1966/67 am Strand von Tehumardi aus Beton und Dolomitstein errichtet. Die Planungen stammen von den estnischen Bildhauern und Architekten Riho Kuld, Matti Varik und Allan Murdmaa.
Das Denkmal zeigt ein 21 Meter hohes, abgebrochenes Schwert, in das männliche Gesichter eingearbeitet sind. Auf der Anlage befinden sich neunzig rhombenförmige Betonplatten, auf denen die Namen der sowjetischen Gefallenen unter einem fünfzackigen Stern verewigt sind.